# Rossella Izzo
Rossella Izzo (* 22. April 1953 in Rom) ist eine italienische Fernsehregisseurin und Synchronsprecherin.

## Leben
Izzo, Tochter des Synchronregisseurs Renato Izzo, war schon früh durch ihren Vater zum Synchronisieren von Filmen gekommen. Nach ihrer Schulzeit war sie als Kabarettistin und Sängerin aktiv und war weiterhin die italienische Stimme von u. a. Michelle Pfeiffer, Susan Sarandon, Meryl Streep und Isabelle Adjani. Für die „Gruppo Trenta“ trat sie als Regisseurin auch in die Fußspuren ihres Vaters, dann war sie ab 1996 als Fernsehregisseurin erfolgreich; mit Caro maestro und Una donna per amico waren erfolgreiche Serien darunter. 1987 hatte sie mit ihrer Zwillingsschwester Simona einen Kinofilm geschrieben und inszeniert. Auch nach 2000 drehte sie erfolgreiche Miniserien und mit Provaci ancora prof! eine mehrjährig ausgestrahlte Serie.

## Filmografie (Auswahl)
- 1987: Parole e baci (Ko-Regie)
- 1998: Una donna per amico (Fernsehserie)
- 2005–2008: Provaci ancora prof!